# Esau Estrada
Eleazar Esaú Estrada (n. El Tumbador, San Marcos, Guatemala; 24 de enero de 1992) es un jugador de fútbol que actualmente milita en el club CSD Suchitepéquez de la Liga Nacional de Guatemala.

## Trayectoria

### Xelajú
Esau es un jugador que juega en la posición de arquero, ha jugado en las ligas menores del Xelajú Mario Camposeco desde temprana edad, se caracteriza por sus reflejos y atajadas bajo los 3 palos.
Esaú también ha jugado para otro club en el cual es cedido a préstamo al Deportivo Solola de la segunda división del fútbol de Guatemala, este pequeño paso le sirvió de mucho para tomar la experiencia requerida para jugar con el Xelajú Mario Camposeco. En el 2013 con la llegada del Profesor Hernan Medford Esau regresa al club lanudo y ha sido parte fundamental de la institución superchiva.

## Clubes
| Club                   | País      | Año       |
| ---------------------- | --------- | --------- |
| Xelaju Mario Camposeco | Guatemala | 2013-2017 |
| CSD Suchitepéquez      | Guatemala | 2017-2018 |

- Datos: Q20726505